# Robert S. Mulliken
Robert Sanderson Mulliken (Newburyport, EUA 1896 - Arlington 1986) fou un físic, químic i professor universitari estatunidenc guardonat amb el Premi Nobel de Química l'any 1966.

## Biografia
Va néixer el 7 de juny de 1896 a la ciutat de Newburyport, situada a l'estat nord-americà de Massachusetts. Fill de Samuel Parsons Mulliken, professor de química orgànica a l'Institut Tecnològic de Massachusetts (MIT), va estudiar física, química i matemàtiques al MIT, on es llicencià el 1917. Amplià els seus estudis a la Universitat de Chicago, on es doctorà en fisicoquímica l'any 1921, i posteriorment va esdevenir professor a la Universitat Harvard, Universitat de Nova York i finalment a la de Chicago.
Va morir el 31 d'octubre de 1986 a la residència de la seva filla a la ciutat d'Arlington, situada a l'estat de Virgínia, a conseqüència d'una aturada cardíaca, sent enterrat a Chicago.

## Recerca científica
Durant la Primera Guerra Mundial Mulliken fou membre de l'equip de recerca dirigit per James Bryant Conant a la Universitat Americana de Washington DC realitzant investigacions sobre gassos verinosos. Nou mesos després fou incorporat a la Secció Química de l'Exèrcit dels Estats Units realitzant la mateixa feina. A la finalització de la Gran Guerra continuà la seva recerca científica, orientant-la però al voltant dels efectes del carbó negre i l'òxid de zinc sobre el cautxú.
A partir de 1921, durant la seva primera estada a la Universitat de Chicago, desenvolupà la seva recerca en la separació dels isòtops del mercuri per evaporació sota la supervisió del futur Premi Nobel Robert Andrews Millikan el qual li ensenyà el model atòmic de Bohr. Durant la seva estada a Harvard conegué el mètode cromatogràfic al costat de Robert Oppenheimer, John Hasbrouck van Vleck i Harold Urey. Durant la seva estada a Europa (1925-1927) treballà al costat de Erwin Schrödinger, Paul Dirac, Werner Heisenberg, Louis de Broglie, Max Born i Walther Bothe, especialistes tots ells sobre la mecànica quàntica.
Al seu retorn als Estats Units va aportar una decisiva contribució al coneixement de l'estructura electrònica de les molècules amb la seva teoria dels orbitals moleculars, segons la qual els electrons atòmics amplien les seves òrbites per estendre la seva influència al conjunt de la molècula que formen part. Així mateix va desenvolupar la teoria de la hiperconjugació, va fer estudis sobre l'escala d'electronegativitat dels elements i l'ocupació de les integrals de superposició com mesura de la força de l'enllaç químic.
El 1966 fou guardonat amb el Premi Nobel de Química per ampliar el coneixement dels enllaços químics i l'estructura electrònica de les molècules mitjançant el mètode orbital.